# Stade Ait-Abderrahim-Ahmed
 (novembre 2018).
Le stade Ait-Abderrahim-Ahmed (en arabe : ملعب آيت عبد الرحيم احمد) est un stade de football situé dans la ville de Tiaret en Algérie.
C’est l’un des plus anciens stades d'Algérie. Il peut accueillir 5000 spectateurs.

## Matchs importants accueillis
| Date | Match       | Résultat | Type                   |
| ---- | ----------- | -------- | ---------------------- |
|      | Algérie - ? | -        | Match Amical/ Officiel |

## Galerie

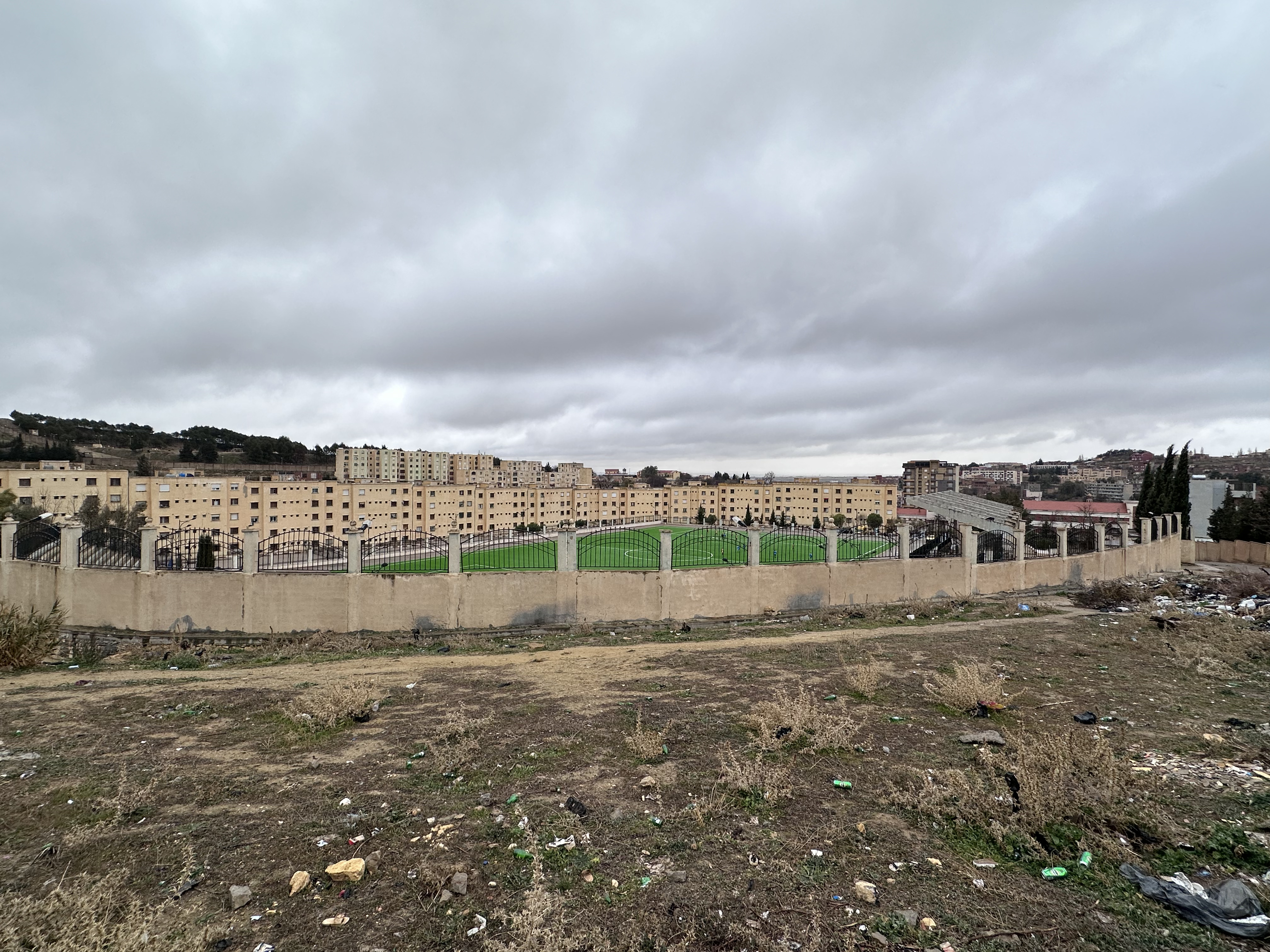
vue de l'extérieur
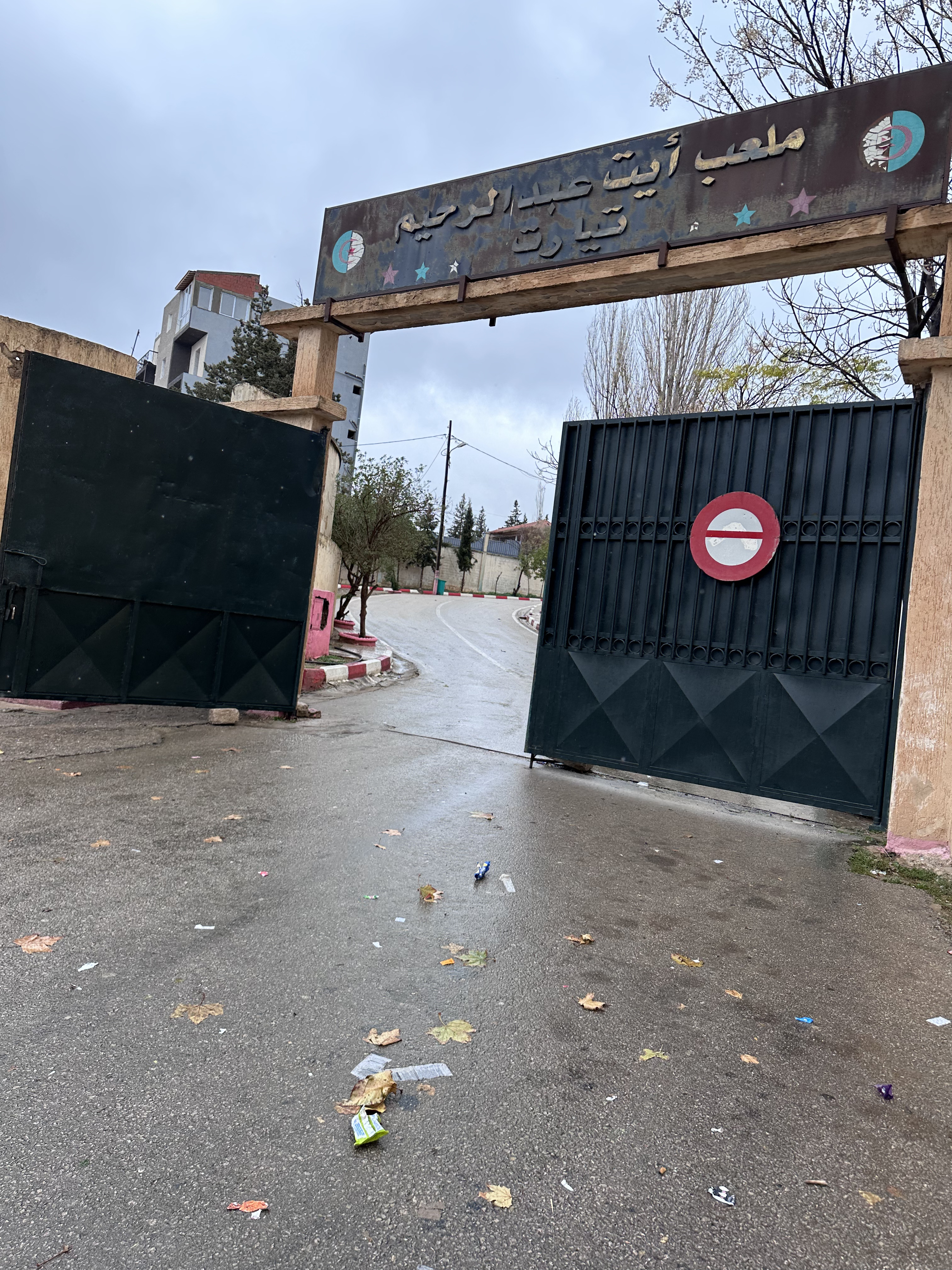
porte d'entrée
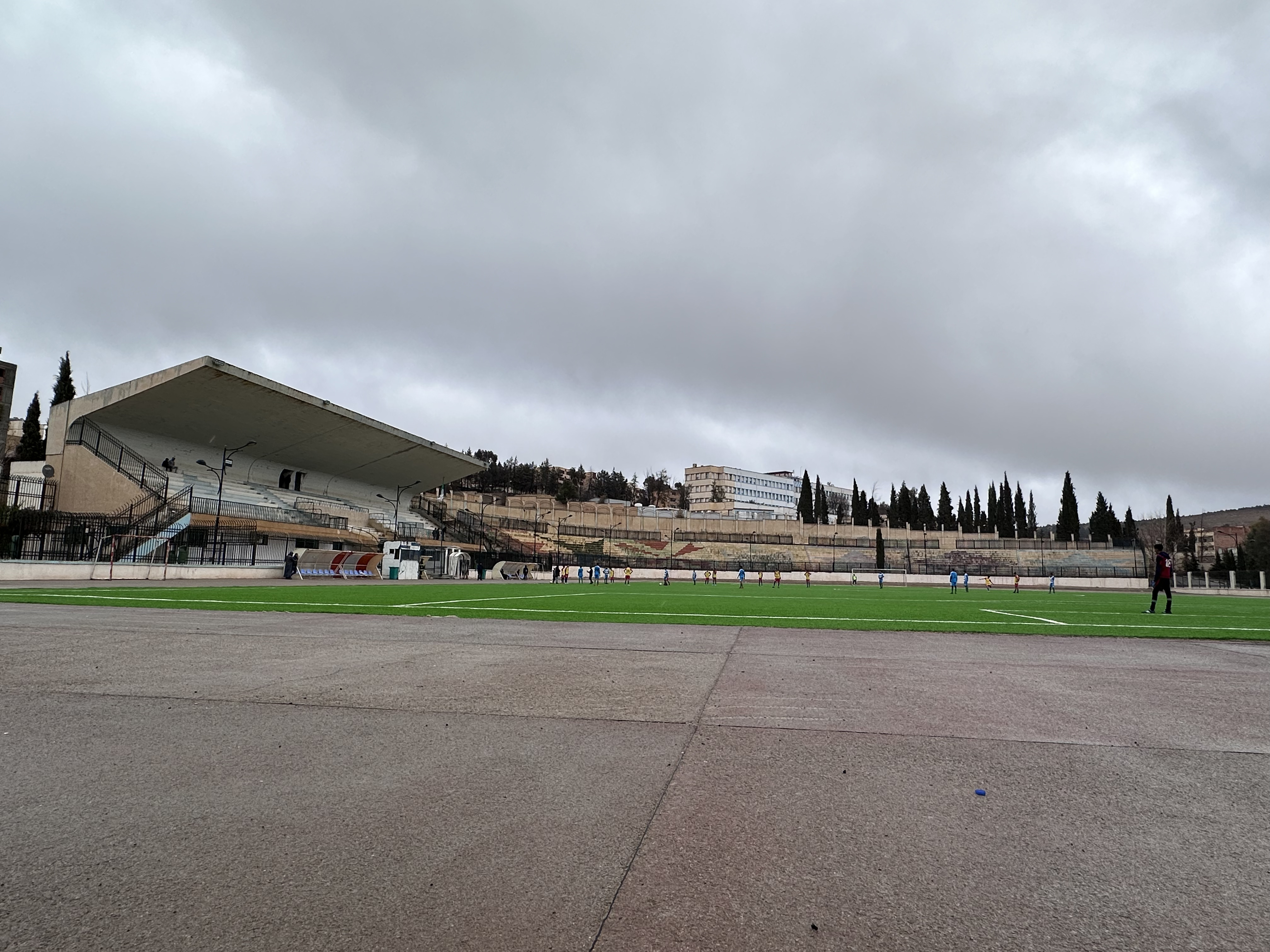
vue de la tribune couverte